# Ференц Деак (футболист)
Фе́ренц Де́ак (на унгарски: Deák Ferenc; 16 януари 1922, Будапеща — 18 април 1998, Будапеща) — унгарски футболист, нападател. Рекордьор по отбелязани голове в един шампиоатен сезон в Европа: 66 гола в 34 мача. Средната му резултатност във висшата унгерска дивизия се равнява на 1,28 гола средно на мач.

## Успехи
- Шампионат на Унгария:
  -  Шампион (1): 1949
- Футболист на годината на Унгария: 1946
- Голмайстор на Унгарското първенство (3): 1946, 1947, 1949
- Голмайстор на Балканското първенство и Цетрална Европа: 1947
- Рекордьор по отбелязани голове в Унгарското първенство през един сезон: 66 гола